# فرودگاه واوا
فرودگاه واوا  (به انگلیسی: Wawa Airport) یک فرودگاه همگانی با کد یاتا YXZ است که یک باند فرود آسفالت دارد و طول باند آن ۱۳۵۰ متر است. این فرودگاه در کشور کانادا قرار دارد و در ارتفاع ۲۸۸ متری از سطح دریا واقع شده است.